# Casinaria granula
Casinaria granula är en stekelart som beskrevs av Maheshwary och Gupta 1977. Casinaria granula ingår i släktet Casinaria och familjen brokparasitsteklar. Inga underarter finns listade.